# Avonmore (Pensilvânia)
Avonmore é um distrito localizado no estado norte-americano de Pensilvânia, no Condado de Westmoreland.

## Demografia
Segundo o censo norte-americano de 2000, a sua população era de 820 habitantes. 
Em 2006, foi estimada uma população de 780, um decréscimo de 40 (-4.9%).

## Geografia
De acordo com o United States Census Bureau tem uma área de 
4,2 km², dos quais 3,9 km² cobertos por terra e 0,3 km² cobertos por água.

## Localidades na vizinhança
O diagrama seguinte representa as localidades num raio de 12 km ao redor de Avonmore. 